# 元日战争
元日战争是元朝皇帝（兼蒙古大汗）忽必烈與屬國高麗在1274年和1281年两次派军侵略日本而引發的战争；这兩次侵略在日本被称為「元寇」或「蒙古襲來」，或依當時的日本年號稱抵禦元軍第一次進攻的戰事為「文永之役」，第二次為「弘安之役」。鎌倉、室町時代呼称（蒙古襲来、異賊襲来、蒙古合戰、異國合戰），亦有用凶徒稱呼之，江戶時代《大日本史》則稱為元寇。這兩次入侵也以北九州為主要戰場。如果有關歷史信源記錄的船艦數目可信度高，蒙古的第二次入侵就是當時世界歷史上最大規模的海戰艦隊，而僅次於1944年諾曼底登陸時的海事規模。
1274年元軍首次納入由朝鮮派出的九百艘船遠征軍，但被日本武士（侍）部隊成功抵禦。蒙古人從日本撤退之後很快重整旗鼓，隨著元朝征服南宋統一了整個中國後，他們便出航展開第二次海路入侵日本；1281年從兩頭分批派出艦隊，由朝鮮同樣出動了九百艘船，而另外則由中國的長江三角洲派遣了超過3,000艘船。而第二次遠征時中國方面出航艦隊在朝鮮艦隊展開交戰時，未能及時到達而延誤了數個月的時間，在部隊缺乏協同出戰之下，導致蒙古方面意圖佔據博多港口城鎮的計劃就此流產。據中國與朝鮮歷史信源所一同描述，在中國方面出海艦隊到達伊萬里灣時，是遭遇了強風巨浪，整個船隊在重大衝擊下僅剩餘十分之一。

## 背景及外交
1258年，主張繼續抵抗蒙古入侵的高麗武臣政權統治者崔竩被殺。蒙古人趁機再度入侵高麗。次年（正元元年・元宪宗9年），3月，高麗與蒙古議和。1260年（文应元年、中統元年）忽必烈上台，对高麗方針由武力征服变更为怀柔政策。高麗成为后来蒙古侵略日本的協力者。蒙古帝國至此段時期，自西向東佔據了歐洲部分範圍到朝鮮之間、緊密相連的廣袤領土。

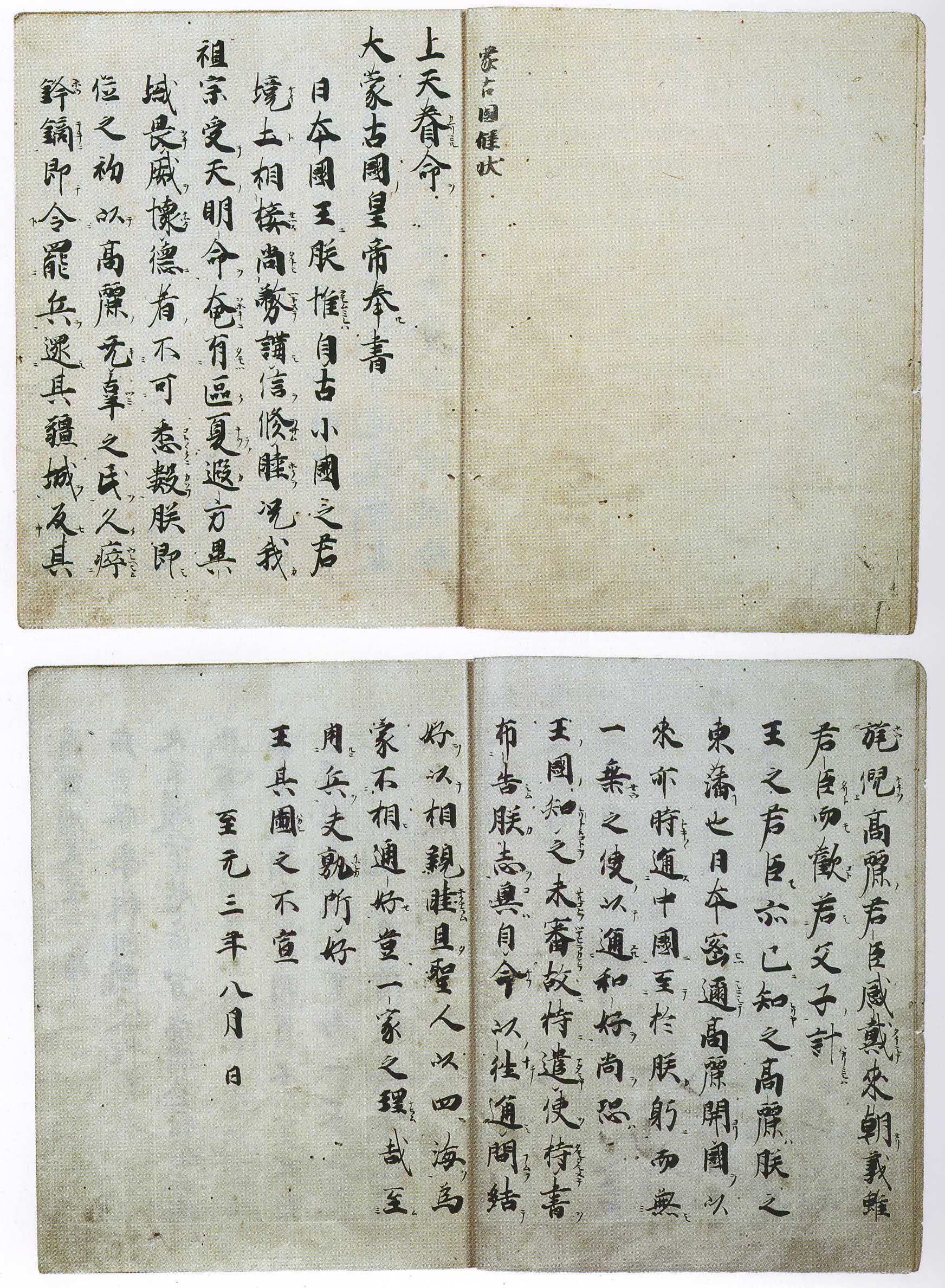
東大寺尊勝院所藏「蒙古國牒状」『調伏異朝怨敵抄』。图中可以看到在汉字的左下角标上了“一”“二”“上”“下”，右上角标有“ナ”“ヲ”等片假名助词，这是日本人在破读汉文时做的语法标记，称为“返り点”。

滅金朝以後，负责漠南漢地事務的蒙古大汗忽必烈于1260年在中原即位自称中国皇帝。同年，高丽元宗向其称臣，高麗成为其东藩，而蒙古帝國其後又與高麗結盟。1271年忽必烈於中原地區建立元朝，定都大都（今北京），并于两年之后要求高麗派使者赴日本，希望与日本“通好”。
1265年高麗人趙彝建议元廷出使日本，1266年（文永三年・至元三年）八月，蒙古兵部侍郎黑的持虎符、充國信使；禮部侍郎殷弘持金符、充國信副使、持國書出使日本。他们率使節团准备到日本递交国書《大蒙古國皇帝奉書》，十一月二十五日（癸丑），使節团抵达高丽，二十八日（丙辰）高丽元宗命樞密院副使宋君斐、侍御史金贊等陪黑的等往日本。高丽害怕蒙古索要军费，次年正月，宋君斐、金贊與蒙古使团至巨濟岛松邊浦，宣扬風濤之險，高丽元宗让宋君斐随黑的回蒙古，宣扬「大洋萬里風濤蹴天」、「彼俗頑獷無禮義」，不要去的好。但是忽必烈要求必须去，最终高丽派遣起居舍人潘阜到日本，居住六个月，但未取得任何收获。
1268年，忽必烈又要求高丽派遣第二批使者，正月，高麗使節团到大宰府，同样是空手而回。使節团参见了镇西奉行少貳資能，使節团代表潘阜向其递交大蒙古國皇帝奉書（日本称作蒙古國牒状）与高麗国王書状，由其传达镰仓幕府的征夷大將軍及在京都的天皇。三月，北条时宗上台。当时主管外交的是日本朝廷，因此幕府要将这一事件报告朝廷。朝廷与幕府的中介、任职关东申次的西園寺實氏接受了国书，命名为「異国书」，转交院政後嵯峨上皇。随后朝廷连日开会讨论。幕府认为蒙古人有凶心，派遣牒使是蒙古軍襲来的前奏，传达御家人做好准备。鎌倉的建長寺，来了位南宋禅僧，僧侶告诉日本人，在大陸蒙古帝国种种暴行。潘阜因得不到答复，率团回国报告。五月，忽必烈命令高丽造可載米三四千石的戰艦一千艘，备战。高丽崔東秀向蒙古报告高丽備兵一萬，造船一千隻，十月庚寅（十三日）蒙古派明威將軍都統領脱朶兒、武徳將軍統領王國昌、武略將軍副統領劉傑等十四人到高丽，整閱军队、视察舟艦，表示随时进攻南宋、日本。并视察黑山岛赴日本道路。高丽官员陪同。
1269年二月，蒙古正使黑的、副使殷弘率使節团在高麗起居舍人潘阜等人陪同下，共计75名在日本对马岛上陸，因日本抗拒外交，蒙古人抓走日本平民塔二郎、弥二郎。塔二郎、弥二郎到大都，忽必烈以为他们是日本使节，接见了他们。认为日本忠節可嘉、厚賜匹帛，又说：“爾國朝覲中國、其來尚矣、今朕欲爾國之來朝、非以逼汝也、但欲垂名於後耳。”让塔二郎、弥二郎觀覽宮殿，塔二郎、弥二郎表示这是天堂佛刹，忽必烈大喜，又让塔二郎、弥二郎浏览燕京萬壽山玉殿與諸城闕。九月，被捕的对马岛人塔二郎与弥二郎从大都回国，同行的是高麗人金有成、高柔率领的使節团，使节团有蒙古帝国官人三人，同從人五人、高麗人六十七名，乘坐四艘船到對馬岛豐岐浦登陆，到大宰府守護所。使節携带忽必烈本人的国書、大蒙古国中央机关中书省的国書与高麗国書。
此后，忽必烈或通过高丽，或自遣使者，又继续发送了一系列的信件，并以战争相威胁。幕府时值镰仓时代中期，幕府将军惟康親王并无实权，实权掌握在權臣北条氏手中。當時的「執權」北条時宗認為書狀無禮决定不投降，并立刻着手加强日本最靠近高丽的领土，因此也是最有可能被首先侵略的地方——九州的防御。首先，幕府命令分封在九州的大名回到自己的驻地，并将在九州的军队西移，以进一步增固可能的登陆点的防御。另外，幕府还组织了大规模的宗教祈祷活动，以心理戰来应对这场危机，其他大多数公家活动亦被推迟。
忽必烈早在1268年就想发动战争，但却发现朝鲜半島当时没有足够的财力提供充足的兵力；1273年他派了一支部队去高麗做为先锋，结果这支部队却无法在高麗的国土上自给自足，最终被迫返回中国以资补给。因为元军騎兵所需的马匹，以及所需的养马草场，都严重限制了部队的运动，以致于元军无法在几乎寸草不生的地方活动。

## 第一次戰爭經過
1274年（日本後宇多天皇文永十一年，元至元十一年）農曆六月，忽必烈委託高丽造大小舰九百艘；八月，任命忻都为征东都元帅、洪茶丘为右副帅、刘复亨为左副帅，统帅蒙古人及女真士兵一萬五千人（元代的「漢人」，指金朝轄下契丹、女真以及北方漢人，惟軍人以遼、金為主），高麗將軍金方慶統高丽军五千六百人，加上高丽水手六千七百人，共九百艘船，組成約三萬人的大軍，遠征日本。

武士末永氏力戰元軍，竹崎季長绘《蒙古襲来繪詞》（1293年）

同年農曆十月三日，元軍從高麗合浦（今大韓民国鎮海灣馬山浦附近）出發，六日成功登陸對馬島，守護代宗助國父子率領八十騎攔阻，被全殲。十四日，元軍登陸壹岐島，守護代左衛門尉平經高（平內左衛門景隆）率百餘騎與元軍激戰，元軍採用密集戰術，與「鐵砲」（石火矢）等武器，日軍不敵，退守城內，次日城破，平景隆自殺。元軍在逼近肥前國沿海島嶼時，遭到肥前守護松浦一族（松浦黨）的強烈抗擊，雙方有一番激戰，松浦党死傷慘重。

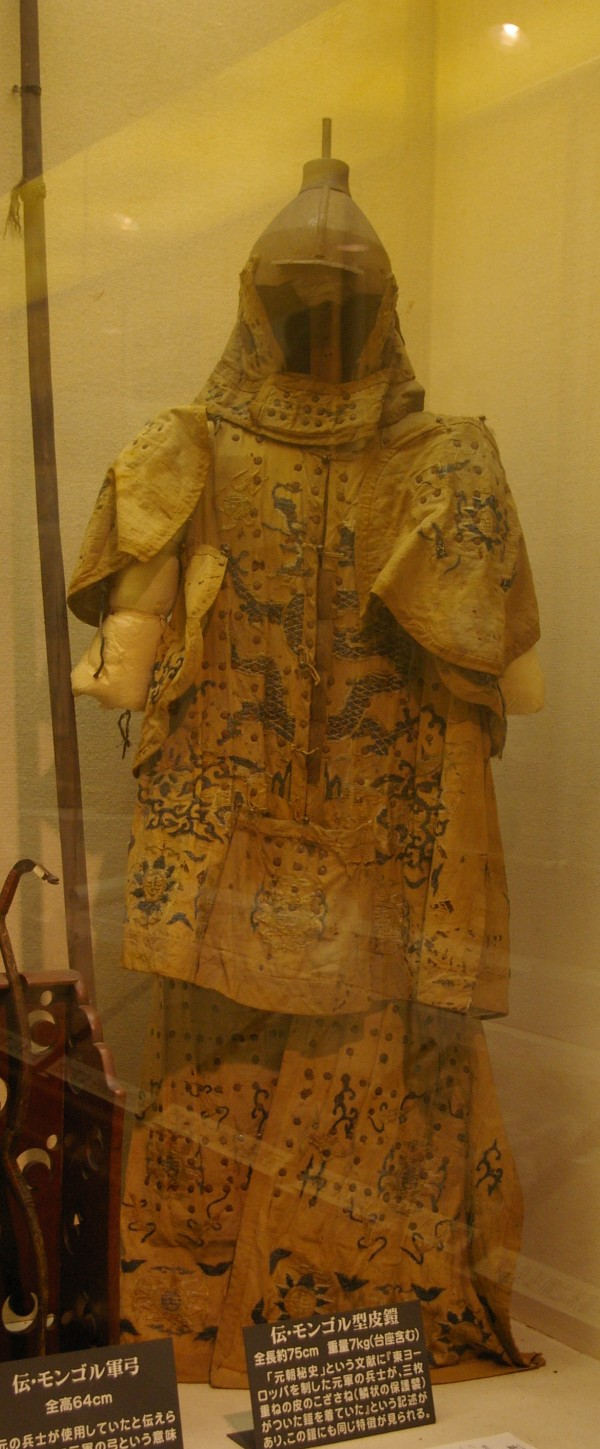
蒙古型皮铠，重量7公斤
「元寇史料館」藏

十一月十九日，元軍在筑前國的博多港（位於今福岡縣福岡市），進逼今津，次日即发生了博多港之战。虽然元军在兵器和战术上占优，但他们的人数远远少于准备了很久的日本武士，而且这些武士在得知对马、壹岐失陷后得到了增援。此外，元軍登陸地點地形不利於大部隊展開，且距當時的九州首府大宰府尚有一日行程，於是在坚持了一整天之后，元軍於當晚撤回船上，準備次日清晨重新登陸發動進攻。
二十日晨，元军分二路在博多登陆。幕府聚集了由少貳景資、大友賴泰、菊池武房、竹崎季長等統率的九州諸國部隊總數約一萬人迎戰。元軍西路军在百道原登陆，藤原经资率五百骑前来迎战元軍。击败守军，佔领岸边松林，从背后突袭在百道原同元军作战的日军。日軍腹背受敌，死伤惨重，餘部向太宰府水城（日本於白江口之役戰敗後修築的一座水壩兼防禦工事）方向撤退。此時天色已晚，副帅劉復亨中箭受傷，元军停止进攻。当晚，元军召开军议，由於後援不足，多數將領主張撤退（金方慶反對）。於是忻都下令撤退，撤退当晚竟遭到颱風侵襲，「會夜大風雨，戰艦觸巖崖多敗」，二十一日晨海面上只剩下一些破碎的木片，元军损失一萬三千五百余人，大多死于这场風暴。最後輾轉回到中國的只剩下一萬三千八百餘人。而忻都則虜了兩百名日本人，獻給高麗王。
文永之役後，鎌倉幕府為防元軍再犯，沿博多灣海岸西從今津東至香椎，修造了約二十公里的石壘，以阻止元軍登陸，即所謂元寇防壘。

## 第二次戰爭經過

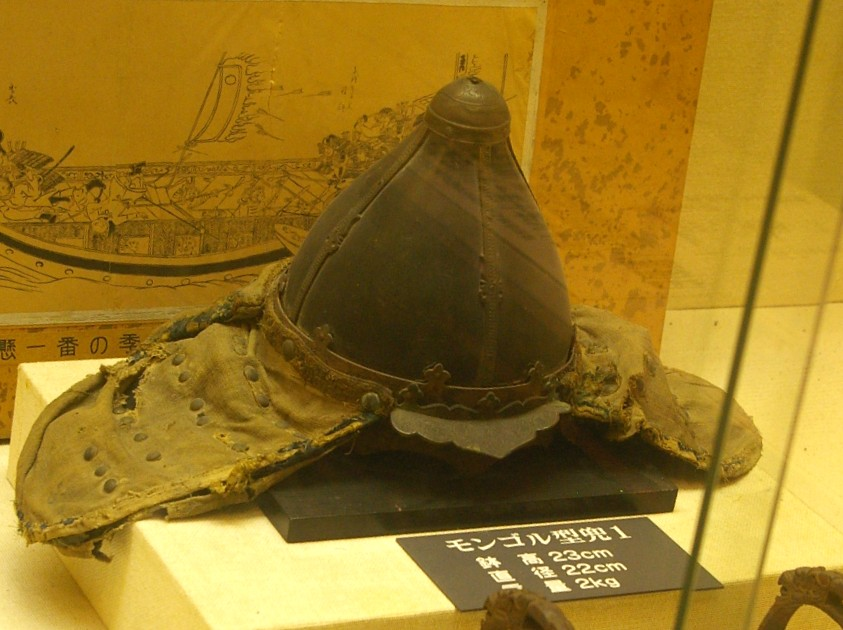
蒙古型兜
福岡市元寇史料館藏

第一次攻打日本失敗后，高丽国王多次与元朝谈判，反对进一步的侵略日本计划。而元朝也派遣使者至日本，但日本两次下令将元朝欽差杜世忠等人斩首；忽必烈非常恼火，开始积极筹划第二次進攻。

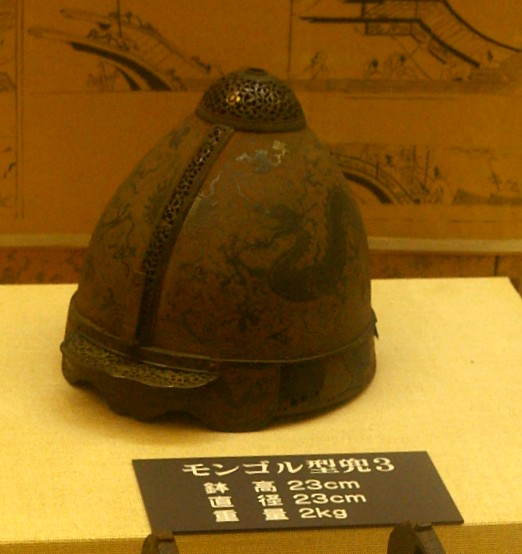
蒙古型兜
福岡市元寇史料館藏藏

1279年元军攻滅南宋之后，忽必烈于1281年（元至元十八年，日本後宇多天皇弘安四年）春发动了对日本的第二次侵略。元军的这次侵略规模大于第一次，東路軍由忻都、洪茶丘率領蒙古人及女真、契丹（後兩者為金朝降軍，元代稱為「漢人」）士兵一萬九千人，金方慶統高丽军一萬人，乘戰艦九百艘，加上高丽水手一萬七千人，攜軍糧十萬石，由高麗出發；另由范文虎、李庭等人率领的蠻軍（指南宋降軍）十万人
，乘戰船三千五百艘，从庆元、定海（今浙江省宁波市）出發；兩軍約定於六月會合，東路軍負責作戰，江南軍則在佔領區屯田，生產米糧，以為長久之計。

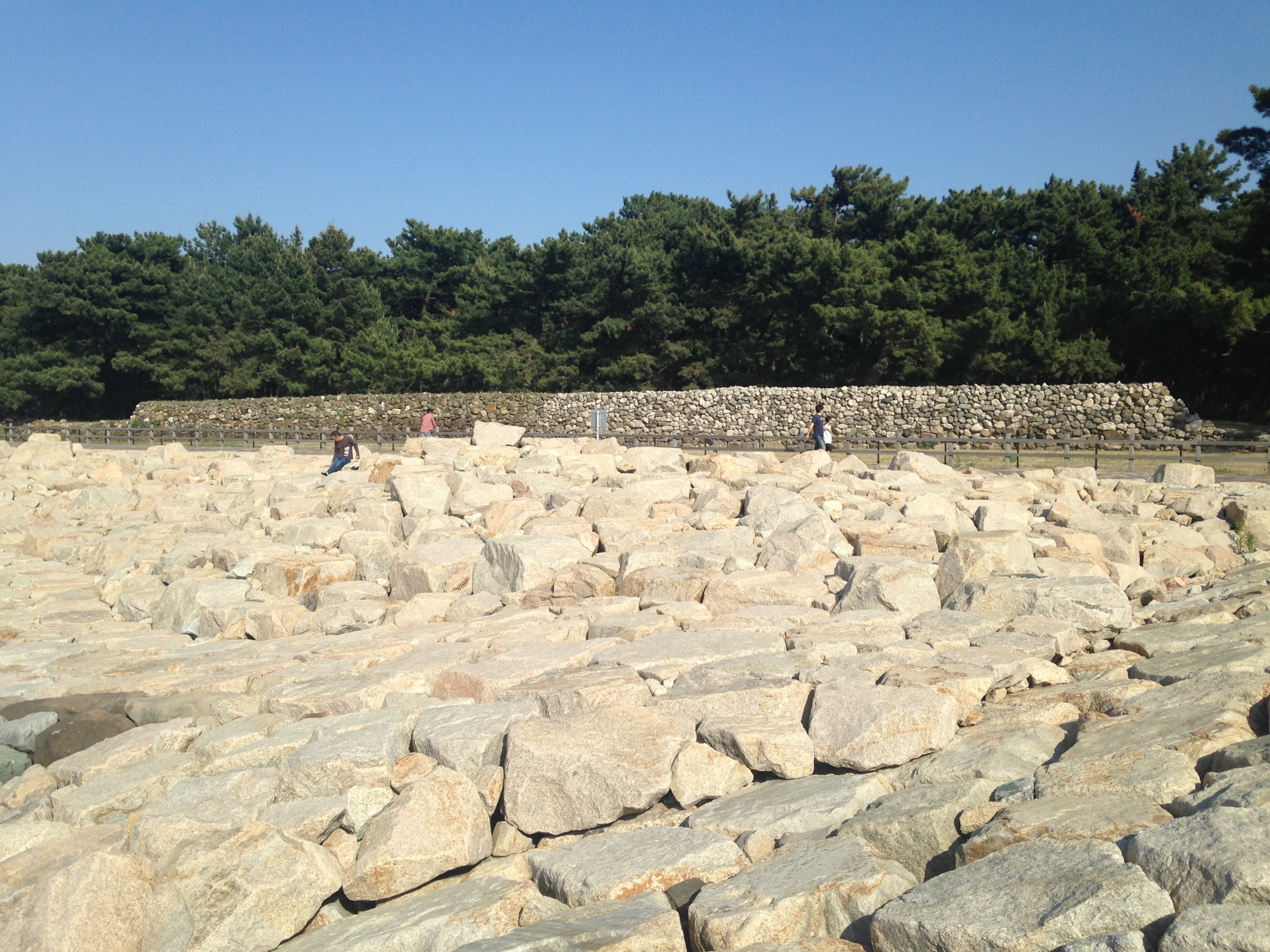
玄界灘旁的松林（今福岡市西区）。這裡是《蒙古襲来繪詞》描繪的弘安之役的戰場。為防備元再度進攻，玄界灘沿岸築起石壘，現存遺跡。圖片為復原的當時場景（2015年5月攝）

自1275年起，幕府就开始積極为元军可能第二次侵略做了准备，除了改進弓箭，使與蒙古強弓不相上下，同時更完備地组织起九州的武士外，幕府还在很多元軍可能登陆的地点修建堡垒和其它防御工事；北条时宗下令在日本沿岸所有重要地區都建起了“元寇防壘”，這時起了重大防衛作用——元軍的戰艦在到達日本近海時，竟找不到登陸的地點，只得以泊於博多灣中的艦船為陣地長達一個月。這段期間，元軍發動幾次強行登陸作戰均告失敗，並且一直遭到河野通有（伊予河野氏）等人的襲擾（也受海賊草野黨偷袭），直到七月初，南北兩軍在九州外海會合。元軍會師後再度發動登陸作戰，這次遠征軍遇到了更頑強更有效的抵抗，日軍以石牆為掩護，不斷擊退元軍的進攻，許多蒙古軍將領相繼陣亡，戰鬥又持續了一個多月，元軍的損失慘重，依然不能突破石牆。

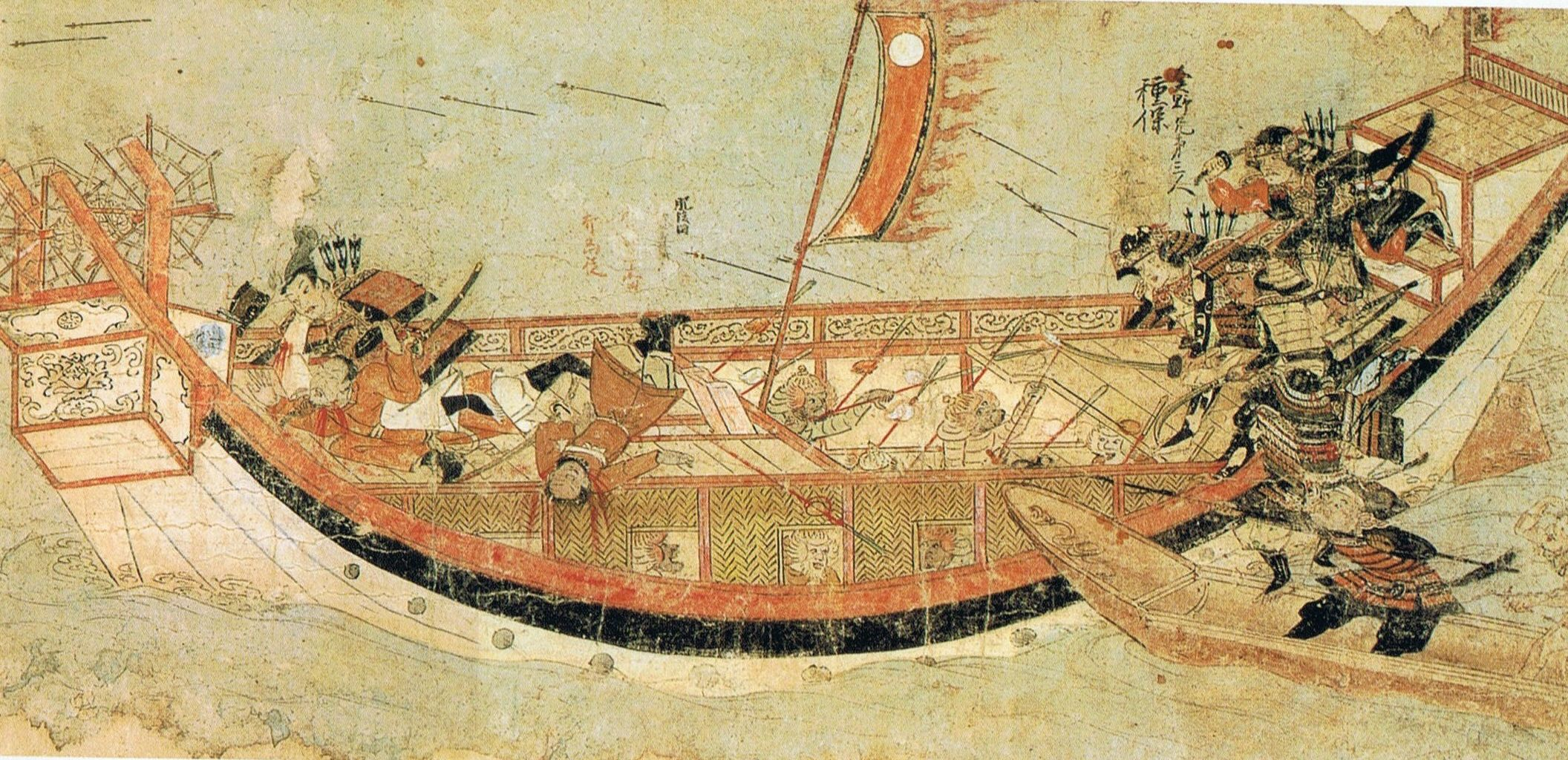
日本武士登上元军战船。《蒙古襲来繪詞》（1293年）

元军舰队因供应和人员登载问题而推迟了起航。高丽军先行进发，在对马岛惨遭失败而返。同年夏，元军联合高麗軍夺取了壹岐島，向九州进发，并在不同地点登陆。在经历一些独立的小战斗后，元军被赶回了船上。此时一场持续两天的台风袭击了元军舰队，并摧毁了大部分的船只。
八月初一日，元軍再次遭到颱風的襲擊，風暴持續四天，軍艦大部分沉沒，范文虎落水被张禧救起；范文虎乃擅自決定班师。平户岛尚有被救起的士卒四千餘人无船可乘，张禧將船上的七十五匹战马弃于岛上，载四千士卒回国。
被遗弃在日本五龍山的海灘上的元军尚有十万余人，日本發動反攻，將殘存的元軍驅趕至一處名為八角島的狹窄地區；這些元軍大部分戰死，其餘數万士兵被俘。
總計元朝第二次攻打日本的軍隊，只有不到十分之一生還。有3名士兵拼湊小船回中國；通過這3名士兵，忽必烈知道真相後大怒，將范文虎革職。

## 決定戰爭結果的因素

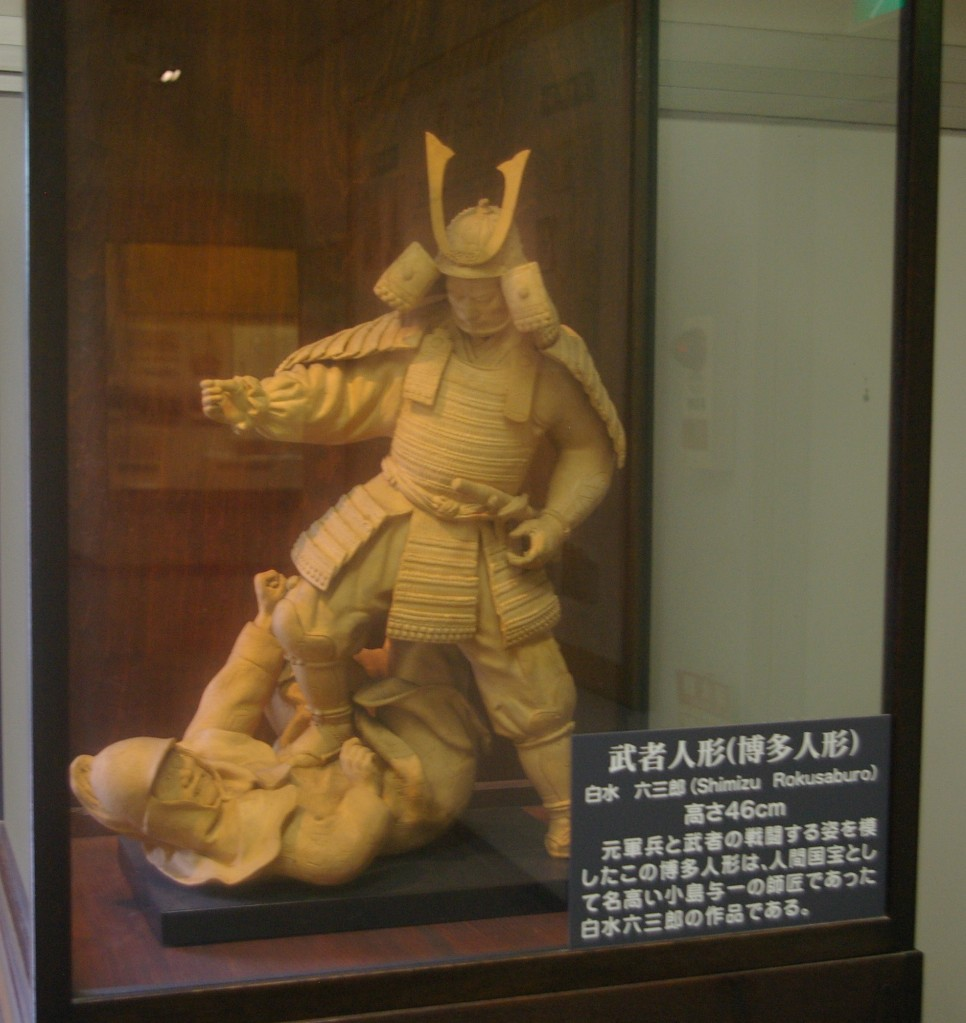
惩罚侵略者鎌倉武士（白水六三郎作）
「元寇史料館」

一般认为台风是造成元军失败的最大原因。有一种说法认为元军舰队之所以被台风摧毁，是因为使用了错误的船型。日本水下考古學家林田憲三的研究團隊研究元朝艦隊的沉船後，认为他们使用的是在運河航行的平底船，采用了当时较为流行的水密隔舱设置，而不是在海洋上航行的海船。
此外，幕府在第一和第二次元军来袭间修建的沿海防御工事，也让元军在第二次袭击中损失惨重，有效阻止了元军的登陆和推进；元军无法取得登陆立足点试图撤退时才遭遇台风。

## 战争目的
马可·波罗书中写道，蒙古人认为日本到处是黄金和美食，引起忽必烈的贪欲。鄭思肖认为，「元賊聞其豊庶、怒倭主不来臣、竭此土民力、弁舟艦、往攻焉」。

## 影響

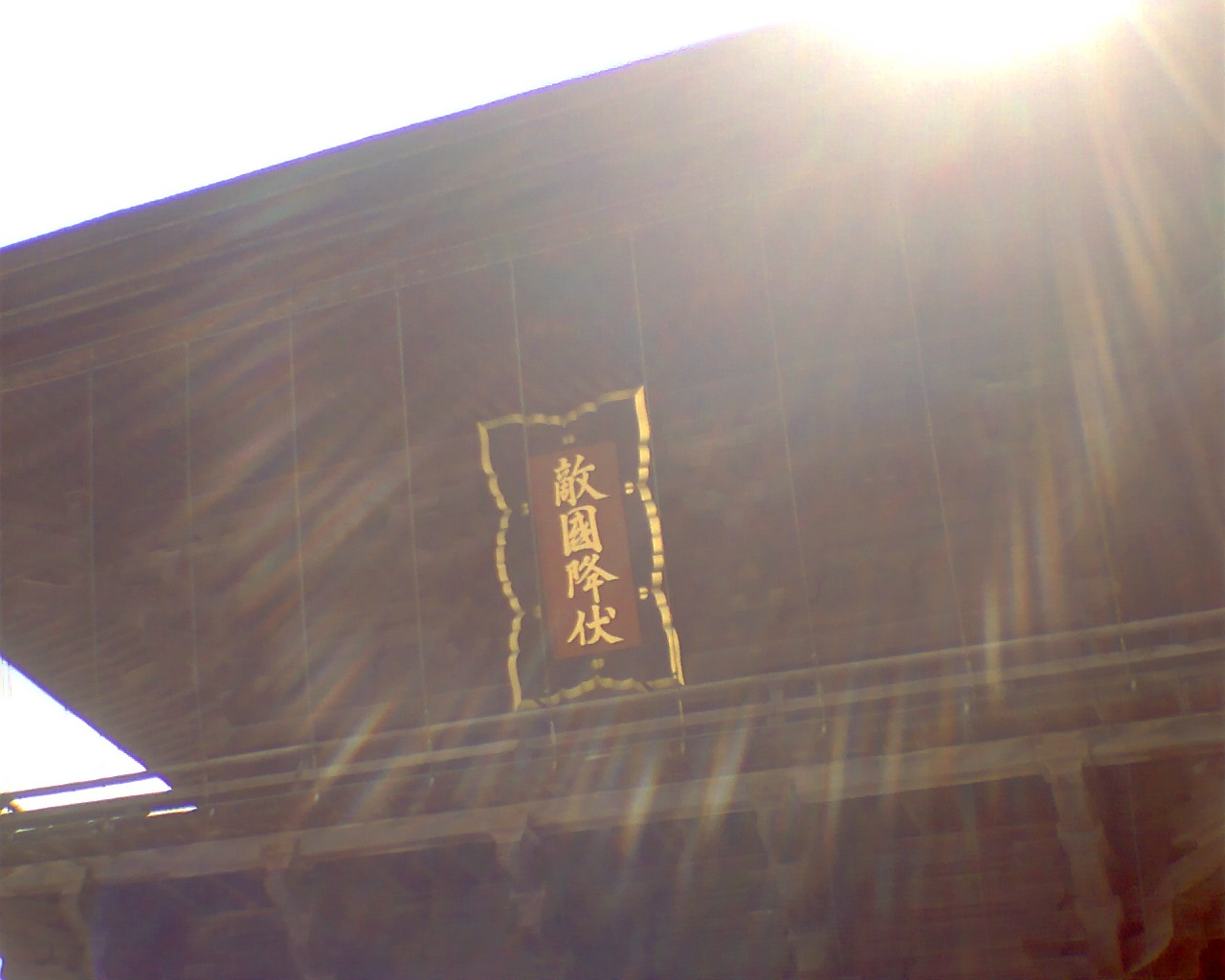
「敵國降伏」筥崎宮伏敵門。

兩次出師失利，並未使忽必烈放棄征服日本的計劃。1283年（元至元二十年），忽必烈下令重建攻日大軍，建造船隻，蒐集糧草，准备第三次征日。此舉引起江南人民的強烈反抗，迫使其暫緩造船事宜；同时，蒙古在南方对越南陳朝发动的进攻受挫，造成国力匱乏，三度攻日之議因而作罢。直到1294年（元至元三十一年）正月忽必烈逝世，都未再攻打日本。
兩次擊退「元寇」後，幕府繼續加強九州的防務，那裡有許多軍事設施在多年後仍然很有效；然而，为了應對「元寇」而进行的全国范围動員，使得日本的经济和军事都处於重压之下，资源使用已经到了极限，幕府也無法充分賞賜抗元將士，加劇了國內武士集團間的矛盾，埋下了鎌倉幕府統治體系於14世紀前半葉瓦解的背景。

## 後續發掘
2022年10月1日，日本松浦市政府打撈起700年前鎌倉時代元寇襲來戰船的木製船錨，在松浦市政府主管及研究學者等人見證下，由作業員從水深20公尺的海底打撈上岸，木製船錨長度約170公分。紋路表面清晰可見，更在上面發現被石塊貫穿的洞。主導打撈作業的國學院大學教授池田榮史表示：“原本很擔心木頭從海底打撈出海面時會有破損的情況，還好順利打撈上岸，團隊將好好採集資料，掌握保存處理方法，期待之後可展開打撈船隻主體的工作。”松浦市政府計劃將來也要把船隻主體打撈上岸。

## 相關作品
- 對馬戰鬼
- 元寇合戰記

### 引用
1. ↑  村井章介『北条時宗と蒙古襲来-時代・世界・個人を読む』日本放送出版協会 2001年 126頁
2. 1 2 3  Yoshifumi I, Sasaki R, Kimura J. Recent underwater investigations at Takashima: searching for the lost fleet of the Mongol Empire[J]. Current Science (00113891), 2019, 117(10).
3. ↑  Rossabi M. Khubilai Khan: His Life and Times[M]. University of California Press, Berkeley,  1988.
4. ↑  Saeki, K., Mongol Shurai no Shyogeki (The Impact of the Mongol invasion), Chuo Koron Shinsya, Tokyo, 2003.（日語）
5. ↑  『日本歴史大系2 中世』山川出版社、1985年,269頁。
6. ↑  忽必烈写给日本国书：「上天眷命，大蒙古国皇帝奉书日本国王：朕惟自古小国之君，境土相接，尚务讲信修睦。况我祖宗，受天明命，奄有区夏，遐方异域，畏威怀德者，不可悉数。朕即位之初，以高丽无辜之民久瘁锋镝，即令罢兵还其疆域，反其旄倪。高丽君臣感戴来朝，义虽君臣，欢若父子。计王之君臣亦已知之。高丽，朕之东籓也。日本密迩高丽，开国以来，亦时通中国，至于朕躬，而无一乘之使以通和好。尚恐王国知之未审，故特遣使持书，布告朕志，冀自今以往，通问结好，以相亲睦。且圣人以四海为家，不相通好，岂一家之理哉。以至用兵，夫孰所好，王其图之。至元三年八月日」（元史卷二百八列傳第九十五外夷一日本國）
7. ↑  高麗王書「右啓、季秋向闌、伏惟大王殿下、起居万福、瞻企瞻企、我國臣事蒙古大朝、稟正朔有年于茲矣、皇帝仁明、以天下為一家、視遠如邇、日月所照、咸仰其徳化。今欲通好于貴国、而詔寡人云、『海東諸国、日本与高麓為近隣、典章政理、有足嘉者。漢唐而下、亦或通使中国。故遣書以往。勿以風涛険阻為辞。』其旨嚴切。茲不獲己、遣朝散大夫尚書礼部侍郎潘阜等、奉皇帝書前去。且貴国之通好中国、無代無之。況今皇帝之欲通好貴国者、非利其貢献。但以無外之名高於天下耳。若得貴国之報音、則必厚待之、其実興否、既通而後当可知矣、其遣一介之使以往觀之何如也。惟貴国商酌焉。」
8. ↑  元史 卷二百八 列傳第九十五 外夷一 日本國
9. ↑  高麗史 卷二十六 世家二十六 元宗二
10. ↑  元史 巻二百八 列傳第九十五 外夷一
11. ↑  将軍執權之次第「文永五年、時宗。三月五日、始為執權云々、正月廿九日、辭左馬權頭。」（山田安栄編『伏敵篇』1891年 卷之一22頁）
12. ↑  『五代帝王物語』「（文永五年）閏正月十五日、又舞御覧あり、一院御幸なる、麗しき御賀の儀、いか計りの事にてかあらんずらむとおぼえしに、蒙古国とかやより牒状を奉る、高麗の牒を相副たり、宰府より先づ関東へ告て、関東より二月六日牒状を参らせたり、是によりて御賀止めらる、公私本意なき御事也、蒙古国、もとは契丹の所属韃靼国也、年比契丹国以下の近辺の諸国を打とる、太宋国も、三百余州のうち、大略みな討とられて、僅に六十余州残れり、高麗も同せめ落されて、臣として蒙古の朝につかふるよし、牒状にも載たり、牒使には趙良弼と云者渡れり、高麗の使を副たり、牒状二通あり、一通は高麗の牒也、蒙古状は、文永三年九月の状也、至元三年と載たり、高麗国、同彼年號をうけて至元となせり、去年八月の牒也、數多の方物を相副て、正月一日大宰府に着たり、是によりて、官外記以下の勘文を召されて、仗儀を行る、又仙洞の評定あり、」（『群書類従』第貳輯 帝王部 440～441頁）
13. ↑  近衛基平『深心院関白記』文永五年二月条「（二月）七日戊子（中略）晴　東使今日向相國禪門北山亭云々、異國間事也、　八日己丑（中略）天晴　早旦以敕書有召、仍參院、今日異國事可有評定云々、牒状高麗被進蒙古國牒也、仍其牒二通也、講和親之儀、委見牒状、此事國家珍事大事也、萬人驚歟之外無也、前博陸兩人參間、其座無骨、仍餘參内、入夜又歸參院也、（中略）十日辛卯（中略）晴（中略）依時召參院、異國返牒有否有沙汰、前博陸兩人參、然而餘對座居也、如此重事不參此條不可然之故也、子細不盡翰墨也、」（『陽明叢書 記錄文書篇 第二輯 岡屋関白記・深心院関白記・後知足院関白記』思文閣出版 1984年）
14. ↑  『○新式目』関東御教書「一 蒙古国事 蒙古人插凶心、可伺本朝之由、近日所進牒使也、早可用心之旨、可被相触讃岐國御家人等状、依仰執達如件、文永五年二月廿七日 駿河守殿（北条有時？） 相模守（北条時宗）左京權大夫（北条政村）」（竹内理三編『鎌倉遺文』古文書編 第十三卷 東京堂出版 九八八三号）
15. ↑  『高麗史』卷二十六 世家二十六 元宗二 元宗九年秋七月丁卯（十八日）の条「秋七月丁卯、起居舍人潘阜、還自日本、遣閣門使孫世貞郎將吳惟碩等、如蒙古賀節日、又遣潘阜偕行、上書曰、向詔臣、以宣諭日本、臣即差陪臣潘阜、奉皇帝璽書、幷齎臣書及國贐、以前年九月二十三日、發船而往、至今年七月十八日、回來云、自到彼境、便不納王都、留置西偏大宰府者凡五月、館待甚薄、授以詔旨、而無報章、又贈國贐、多方告諭、竟不聽、逼而送之、以故不得要領而還、未副聖慮、惶懼實深、輒玆差充陪臣潘阜等、以奏。」
16. ↑  『高麗史』卷一百二 列伝十五 李藏用
17. ↑  『高麗史』卷二十六 世家二十六 元宗二 元宗九年（十二月）庚辰（四日）「庚辰、知門下省事申思佺侍郎陳子厚起居舍人潘阜、偕黑的殷弘如日本。」
18. ↑  『蒙古来使記錄』＜○賜芦文庫古文書所収称名寺文書>「文永六-二-十六-蒙古高麗使等渡海事＜蒙古人官人三人＜同從人五人、＞高麗人六十七人船四艘着對馬嶋豐岐浦云々＞ 同二-廿二日馳申了、同三-十三-評定了、同二-廿四日、逃歸本審事（畢カ）云云、文永六年-十-十七-、蒙古牒一通、高麗牒一通持之、牒使二人、令着對馬嶋之由申之云々、彼至元六-六-日、而如院宣者、通好之義、准唐漢之例、不可及子細、但彼國與我國、自昔無宿意、用兵之條、甚以不義之旨、可被遣返牒也、且草者可長成卿之由、諸卿評 定之由云々、而關東評定了、先度牒使來朝之時、不可返牒之由、」（竹内理三編『鎌倉遺文』古文書編 第十四卷 東京堂出版 一〇三八〇号）
19. ↑  『元史』卷二百八 列傳第九十五 外夷一 日本國「五年九月、命黑的、弘復持書往、至對馬島、日本人拒而不納、執其塔二郎、彌二郎二人而還。」
20. ↑  『五代帝王物語』「（文永）同六年、蒙古使、高麗の舟にのりて又對馬國に着く、去年の返牒なきによりて、左右きかんため也、不慮の喧嘩いできて、歸國の間、對馬の二人とられて高麗へ渡る。高麗より蒙古へつかはしたれば、王宮へ召入て見て、種々の祿をたらせて、本朝へ返送、是に付て又牒状有、」（『群書類従』第貳輯 帝王部 441～442頁）
21. ↑  『高麗史』卷二十六 世家二十六 元宗二 元宗十年（七月）甲子（二十一日）条「甲子、蒙古使于婁大于定等六人、偕倭人來、昌出迎于郊、初申思佺與倭人謁帝、帝大喜曰、爾國王祗稟朕命、使爾等往日本、爾等不以險阻為辭、入不測之地、生還復命、忠節可嘉、厚賜匹帛、以至從卒、又謂倭人曰、爾國朝覲中國、其來尚矣、今朕欲爾國之來朝、非以逼汝也、但欲垂名於後耳、賚予甚稠、勑令觀覽宮殿、既而倭人奏云、臣等聞有天堂佛刹、正謂是也、帝悦、又使徧觀燕京萬壽山玉殿與諸城闕。」
22. ↑  『関東評定衆伝』文永六年条「九月、蒙古高麗重牒状到來。牒使金有成、高柔二人也。還對馬嶋人答二郎、彌二郎。高柔依靈夢。獻所持毛冠於安樂寺。即叙其由呈詩。」（『群書類従』第四輯 補任部卷第四十九 続群書類従完成会 1960年 318頁）
23. ↑  『太政官返牒』＜○本朝文集六十七＞「贈蒙古國中書省牒　菅原長成　日本國太政官牒　蒙古國中書省　附高麗國使人牒送、牒、得大宰府去年九月二十四日解状、去十七日申時、異國船一隻、來着對馬嶋伊奈浦、依例令存問來由之處、高麗國使人參來也、仍相副彼國幷蒙古國牒、言上如件者、就解状案事情、蒙古之號、于今未聞、尺素無脛初來、寸丹非面僅察、原漢唐以降之蹤、觀使介往還之道、緬依内外典籍之通義、雖成風俗融化之好禮、外交中絕、驪遷翰轉、粤傳鄉信、忽請隣睦、當斯節次、不得根究、然而呈上之命、綠底不容、音問縱雲霧萬里之西巡、心敻忘胡越一體之前言、抑貴國曽無人物之通、本朝何有好惡之便、不顧由緒、欲用凶器、和風再報、疑冰猶厚、聖人之書、釋氏之教、以濟生為素懷、以奪命為黑業、何稱帝徳仁義之境、還開民庶殺傷之源乎、凡自天照皇大神耀天統、至日本今皇帝（亀山天皇）受日嗣、聖明所覃、莫不屬左廟右稷之靈、得一無貳之盟、百王之鎭護孔昭、四夷之脩靖無紊、故以皇土永號神國、非可以智競、非可以力爭、難以一二、乞也思量、左大臣（藤原家經）宣、奉敕、彼到着之使、定留于對馬嶋、此丹青之信、宣傳自高麗國者、今以状、牒到准状、故牒　文永七年正月　日」（竹内理三編『鎌倉遺文』古文書編 第十四卷 東京堂出版 一〇五七一号）
24. ↑  《高麗史》·卷二十八·世家二十八·忠烈王一：「（元宗十五年）冬十月乙巳，都督使金方慶將中軍，朴之亮、金忻知兵馬事，任愷為副使，金侁為左軍使，韋得儒知兵馬事，孫世貞為副使，金文庇為右軍使，羅裕、朴保知兵馬事，潘阜為副使，號三翼軍。與元都元帥忽敦、右副元帥洪茶丘、左副元帥劉復亨，以蒙漢軍二萬五千，我軍八千，梢工引海水手六千七百，戰艦九百餘艘征日本。」
25. 1 2  長崎縣史編集委員会編《長崎縣史》中世編，1980年，266頁
26. ↑  《元史》卷一百五十二列傳第三十九劉通「十年（十一年）、遷征東左副都元帥、統軍四萬、戰船九百、征日本、與倭兵十萬遇、戰敗之、」
27. ↑  外山幹夫「肥前松浦一族」新人物往来社（2008）65頁。　「九国ニ馳集ル軍兵ハ誰々ソ、少弐・大友・菊池・原田・紀伊一類・臼杵・戶次・松浦党・児玉以下、神社・仏寺之司及モ我モ々々ト打立ケル、大将軍一万二千余騎、都合其勢十万騎ト云ヘ共、数ヲ不知」。
28. ↑  《高麗史》卷二十八世家二十八忠烈王一「（元宗十五年、冬十一月）己亥、東征師還合浦。遣同樞密院事張鎰勞之。軍不還者無慮萬三千五百餘人。」
29. ↑  《元史》卷二百八　列傳第九十五外夷一日本國「十一年三月、命鳳州經略使忻都、高麗軍民總管洪茶丘、以千料舟、拔都魯輕疾舟、汲水小舟各三百、共九百艘、載士卒一萬五千、期以七月征日本。」
30. ↑  《元史》卷八本紀第八世祖五至元十一年三月庚寅の条「庚寅、敕鳳州經略使忻都、高麗軍民総管洪茶丘等将屯田軍及女直軍、并水軍、合万五千人、戰船大小合九百艘、征日本、」
31. ↑  《元史》卷二百八列傳第九十五外夷一高麗國「三月、遣木速塔八、撒本合、持詔使高麗、僉軍五千六百人、助征日本。」
32. ↑  高麗史 卷一百四 列传十七 金方慶「以蒙漢軍二萬五千、我軍（高麗軍）八千、梢工引海水手六千七百、战艦九百餘艘、留合浦、以待女眞軍、女眞後期、乃發船。」
33. ↑  《高麗史》卷二十八世家二十八忠烈王一「侍中金方慶等還師忽敦以所俘童男女二百人獻王及公女」
34. ↑  《大日本史》、《日本外史》
35. ↑  《元史》卷十一本紀第十一世祖八至元十八年八月甲子朔の条「忻都、洪茶丘、范文虎、李庭、金方慶諸軍、船為風涛所激、大失利、余軍回至高麗境、十存一二。」
36. ↑  《元史》卷一百六十二　列傳第四十九　李庭「十八年、軍次竹島、遇風、船盡壞、庭抱壞船板、漂流抵岸、下收余衆、由高麗還京師。士卒存者十一二。」
37. ↑  《元史》卷一百二十九　列傳第十六　阿塔海「二十年、遷征東行省丞相、征日本、遇風、舟壞、喪師十七、八。」
38. ↑  《元史》卷一百二十八　列傳第十五　相威「十八年、右丞范文虎、參政李庭、以兵十萬、航海征倭。七晝夜至竹島、與遼陽省臣兵合。欲先攻太宰府、遲疑不發。八月朔、颶風大作、士卒十喪六七。」
39. ↑  《高麗史》卷二十九世家二十九忠烈王二「（忠烈王七年）閏（八）月（中略）忻都（洪）茶丘范文虎等還元、官軍不返者、無慮十萬有幾。」
40. ↑  《高麗史》卷二十九世家二十九忠烈王二「（忠烈王七年十一月）壬午、各道按廉使啓、東征軍九千九百六十名、梢工引海水手一萬七千二十九名、其生還者一萬九千三百九十七名。」
41. ↑  《高麗史》卷二十九　世家二十九　忠烈王二忠烈王七年六月丙辰（二十二日）の条「范文虎亦以戰艦三千五百艘、蛮軍十餘萬来」
42. ↑  《元史》卷一百五十四　列傳第四十一洪福源俊奇君祥萬「十八年、與右丞欣都、将舟師四萬、由高麗金州合浦以進、時右丞范文虎、将兵十萬、由慶元・定海等処渡海、期至日本一岐・平戶等島合兵登岸」，寧波及寧波鎮海區
43. 1 2  柳田 純孝　編著. . . 福岡市教育委員会. 1969  [2016-09-02].
44. ↑  『元史』巻二百八 列傳第九十五 外夷一 日本國「（至元十八年）官軍六月入海、七月至平壷島（平戸島）、移五龍山（鷹島か）、八月一日、風破舟、五日、文虎等諸將各自擇堅好船乘之、棄士卒十餘萬于山下、衆議推張百戸者爲主帥、號之曰張總管、聽其約束、方伐木作舟欲還、七日日本人來戰、盡死、餘二三萬爲其虜去、九日、至八角島、盡殺蒙古、高麗、漢人、謂新附軍爲唐人、不殺而奴之、閶輩是也、蓋行省官議事不相下、故皆棄軍歸、久之、莫靑與呉萬五者亦逃還、十萬之衆得還者三人耳。」
45. ↑  探索頻道，《忽必烈：蒙古舰队的覆沒》。
46. ↑  马可·波罗 東方見聞錄
47. ↑  鄭思肖《心史》中興集 元韃攻日本敗北歌
48. ↑  .   [2022-10-24]. （原始内容存档于2022-10-24）.